# Trůnící Madona s Ježíškem (Cheb)
Trůnící Madona s Ježíškem spojuje prvky doznívajícího idealismu krásného slohu a nastupující realismus pozdní gotiky. Autor sochy, kterého Ševčíková označila jako Mistr sedící madony, pocházel nejspíše ze Švábska, ale může jít také o dílo importované z Podunají. Tomu by odpovídala vysoká kvalita řezby, slohové východisko i menší rozměry. Socha byla patrně součástí oltářního nástavce. Pochází ze soukromé sbírky a její původ není znám. Je součástí expozice chebské gotiky Galerie výtvarného umění v Chebu.

## Popis a zařazení
Plně plastická socha z ořechového dřeva 54,5 × 39,5 × 30 cm, vzadu vyhloubená. Po zásahu neznámého restaurátora (před rokem 1974) zůstaly zachovány pouze zbytky křídové vrstvy v inkarnátech a stopy modrozelené barvy a zlacení na plášti. Restaurovali F. Hodonský a B. Jetelová (1986, 1987) a J. Živný (1994).
Jedná se o dílo značné formální přísnosti a prvotřídní kvality. Monumentálně pojatá trůnící Madona drží na klíně nahého a neklidného Ježíška, který má v rukou rozevřenou knihu. Levou rukou ukazuje konkrétní řádku textu a pravou má vloženu mezi stránkami. Marie mu pomáhá držet založení knihy a drží listy mezi svým levým prostředníčkem a ukazovákem. Atribut rozevřené knihy ukazuje Krista jako vtělený logos a jako učitele, který prezentuje evangelium církvi. Marie představuje zosobnění církve a devoční symbol. Je zobrazena jako Matka Moudrosti, ztělesňuje Trůn Moudrosti (Sedes Sapientiae) a zároveň je Královnou Nebes (atributy trůn a koruna).
Výrazná plasticita a mohutnost tělesné hmoty sochy v uzavřeném bloku je určena pouze pro čelní pohled. Marie sedí na jednoduchém trůnu s poduškou, v mírném záklonu a s pohledem upřeným na dítě. Drapérie jejího nesepnutého pláště s nízkými a ostrými mísovitými záhyby vpředu a zplihlou kaskádou záhybů u pravého kolene se nad podstavcem skládá do příčných měkkých záhybů. Toto pojetí vychází ze systému krásného slohu, ke kterému odkazuje i naznačené vtlačení matčiných prstů do nahého a baculatého těla Ježíška a jeho obličej s drobným nosem a kudrnatými vlasy. Marie má dlouhé vlnité vlasy sepnuté vysokou korunou, které spadají na ramena a přikrývají dlouhou roušku. Obličej Marie ztělesňuje nový abstraktní ideál krásy a patří již mladšímu období věcného realismu pozdní gotiky. Je oválný, s výrazným ostrým nosem, úzkými ústy a mandlovitýma očima s výraznými konturami. Stylově pokročilá tvář Madony má nejbližší paralely v dílech z poloviny 15. století pocházejících z Podunají (Assumpta z Szépművészeti Múzeum Budapešť), v Čechách až ve třetí čtvrtině 15. století (Sv. Barbora z Kamenice nad Lipou).
Socha se svou kvalitou vymyká domácí tvorbě ze 30.–40. let 15. století, poznamenané útlumem v době husitství a dozníváním krásného slohu. Ševčíková vidí jako možné slohové východisko tzv. Molsheimské reliéfy (karteziánský klášter ve Strassburgu) nebo některá hornorýnská díla (Marie ze scény Narození Ježíška, Karlsruhe) ovlivněná nizozemským sochařstvím z poloviny 15. století. Malířsky měkké podání záhybů pláště mohlo být inspirováno Multscherovým oltářem z Wurzachu. Podobné fyziognomické rysy lze nalézt u švábskách soch Panny Marie ještě po roce 1500, např. u Gregora Erharta.
Shodný ikonografický motiv z období doznívání krásného slohu lze nalézt např. u Trůnící madony ze Seeonu nebo velké Madony z Halleinu (Meister des Halleiner Altars). Systém záhybů pláště, který rozkládá předchozí systém krásného slohu do kratších záhybů v nízkém reliéfu a respektuje kubické jádro sochy má blízko k tzv. Mistru Freisinských figur (Jakobu Kaschauerovi). Spojení doznívajícího idealismu krásného slohu a realismu pozdní gotiky v domácí tvorbě reprezentují díla Mistra Týnské Kalvárie (Madona v Týnském chrámu v Praze). Z domácí produkce je soše nejbližší Trůnící Madona II z Muzea Most, která je ale dílem méně talentovaného řezbáře.

### Příbuzná díla
- figury hlavního oltáře ve Freisingu (Jakob Kaschauer), 1443
- Madona z Landsberg am Lech (Hans Multscher), kolem r. 1440
- Olivetská hora, malované křídlo Oltáře z Wurzachu, 1437, rané dílo Hanse Multschera
- Assumpta z kaple poblíž Vídně, Szépművészeti Múzeum Budapešť
- Sv. Barbora z Kamenice nad Lipou
- Trůnící Madona II z Muzea v Mostě[6]

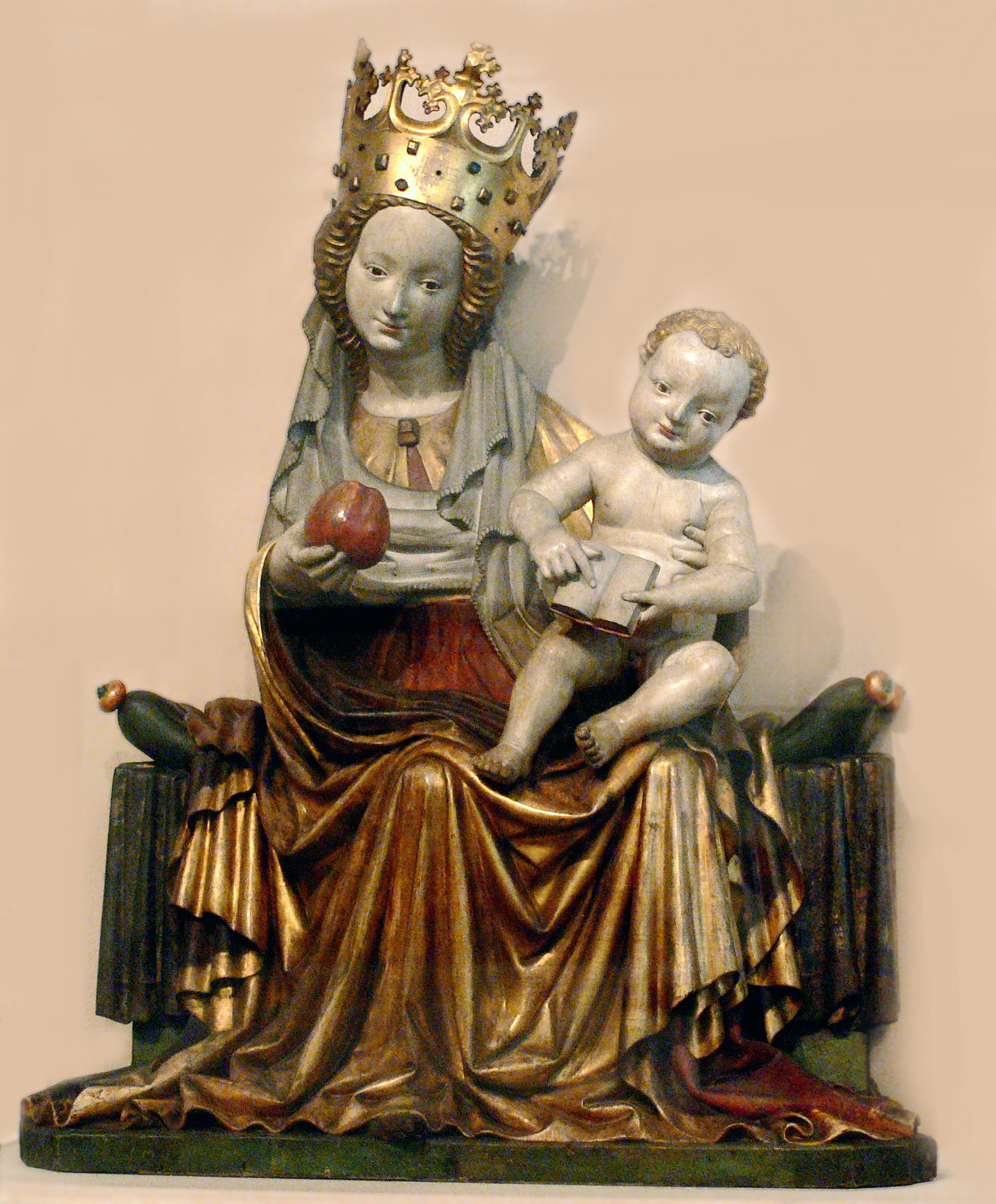
Trůnící madona, Mistr ze Seeonu, kolem 1430, Bayerisches Nationalmuseum, Mnichov
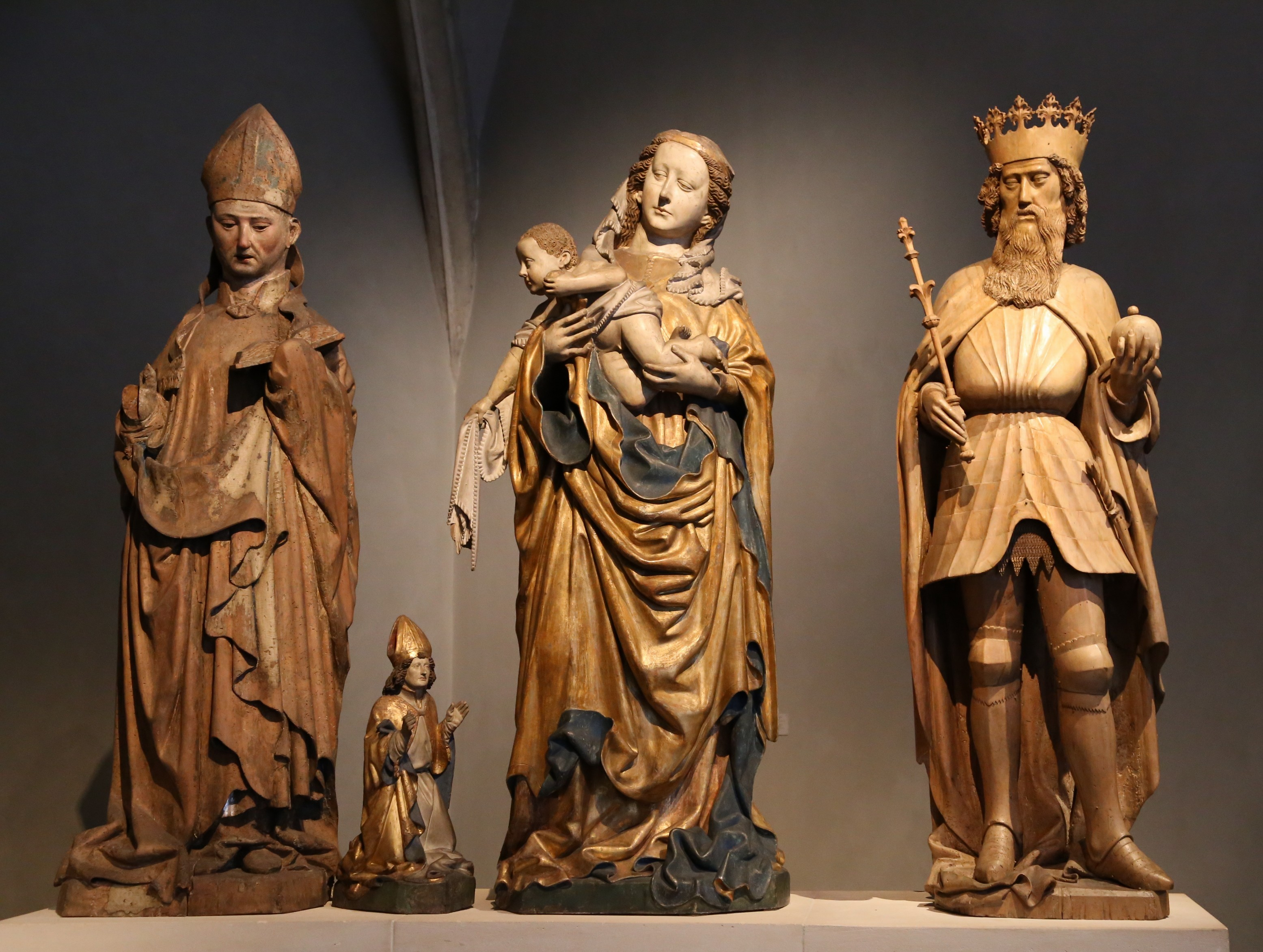
sochy z hlavního oltáře ve Freisingu, 1443, Jakob Kaschauer
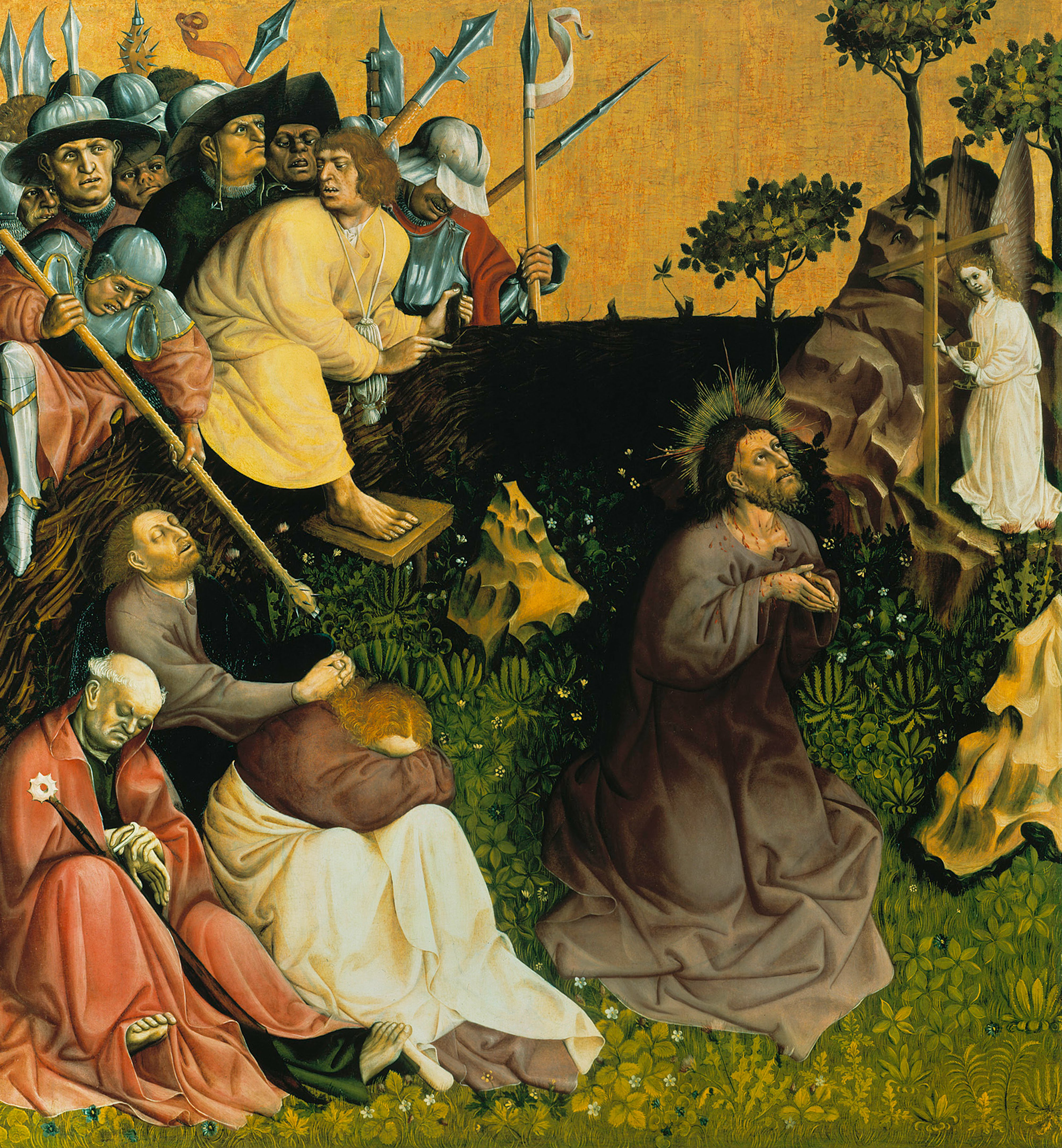
Olivetská hora, Oltář z Wurzachu 1437, Hans Multscher - Google Art Project
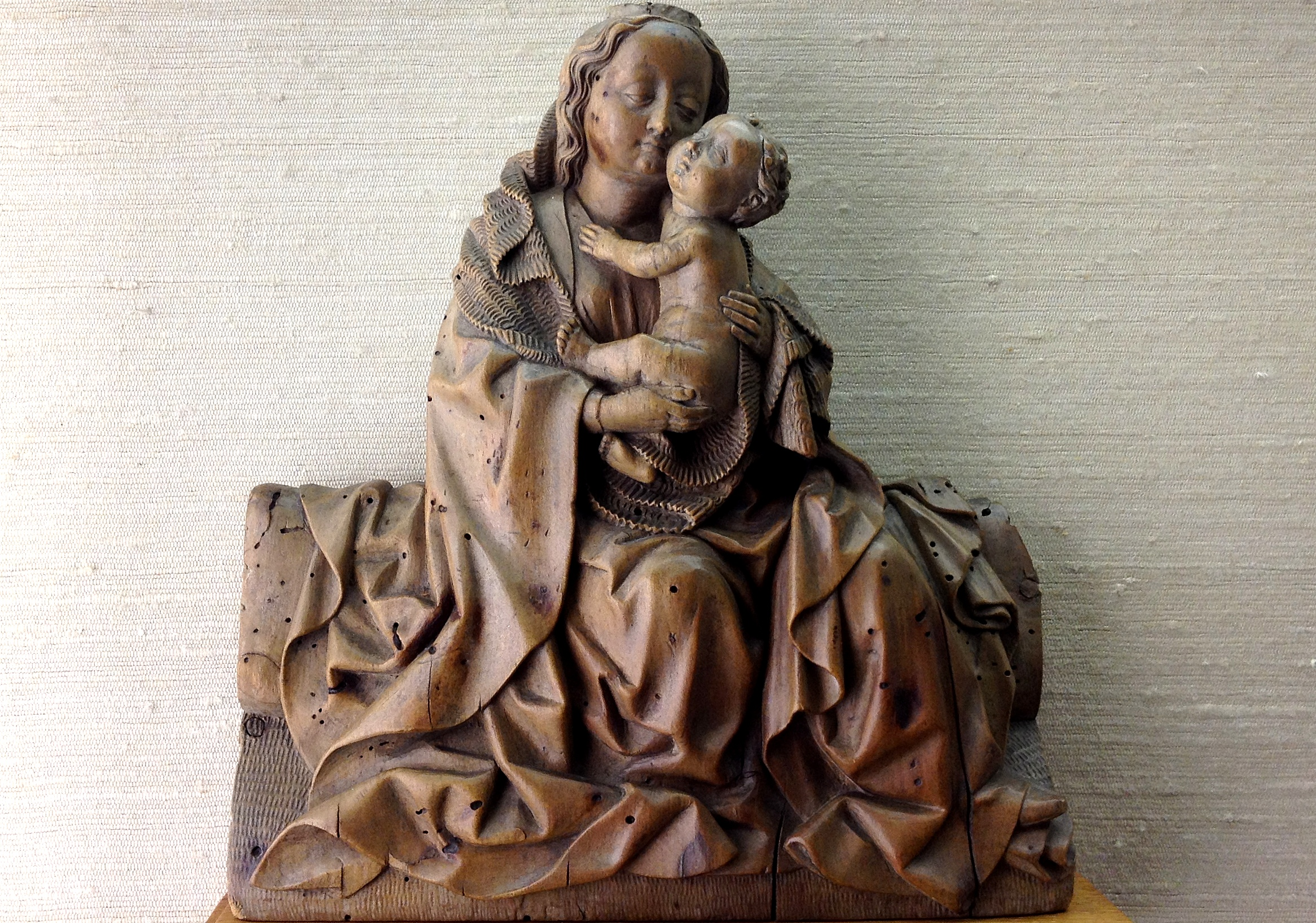
Trůnící Madonna, následovník Hanse Multschera (po 1450)